# Fernando Romero González
Fernando Raúl Romero González (Asunción, Paraguay; 24 de abril de 2000) es un futbolista paraguayo. Juega de delantero y su equipo actual es Sportivo Trinidense de la Primera División de Paraguay.

## Selección nacional

### Categorías interiores
Fue internacional con las selecciones sub-17 y sub-20 de Paraguay. Con la sub-17 participó en el Sudamericano de 2017 que se llevó a cabo en Chile, donde disputó ocho partidos y marcó cuatro goles, llegando hasta el hexagonal final. También participó en la Copa del Mundo que se realizó en la India en ese mismo año, donde llegaron hasta los octavos de final, tras ser eliminado por Estados Unidos.
Con la sub-20, participó en el Sudamericano Sub-20 de 2019 que tuvo lugar en Chile, pero su selección fue eliminada en la primera fase.

#### Participaciones en Sudamericanos
| Campeonato                  | Sede  | Resultado       | Partidos | Goles |
| --------------------------- | ----- | --------------- | -------- | ----- |
| Sudamericano Sub-17 de 2017 | Chile | Hexagonal final | 8        | 3     |
| Sudamericano Sub-20 de 2019 | Chile | Primera fase    | 4        | 0     |

#### Participaciones en Copas del Mundo
| Campeonato                  | Sede  | Resultado        | Partidos | Goles |
| --------------------------- | ----- | ---------------- | -------- | ----- |
| Copa Mundial Sub-17 de 2017 | India | Octavos de final | 4        | 0     |

## Estadísticas

### Clubes
Actualizado al último partido disputado el 13 de marzo de 2024.
| Club                         | Div.          | Temporada     | Liga  | Liga  | Copas nacionales | Copas nacionales | Copas internacionales | Copas internacionales | Total | Total |
| Club                         | Div.          | Temporada     | Part. | Goles | Part.            | Goles            | Part.                 | Goles                 | Part. | Goles |
| ---------------------------- | ------------- | ------------- | ----- | ----- | ---------------- | ---------------- | --------------------- | --------------------- | ----- | ----- |
| Nacional Paraguay            | 1.ª           | 2016          | 8     | 1     | —                | —                | —                     | —                     | 8     | 1     |
| Nacional Paraguay            | 1.ª           | 2017          | 14    | 1     | —                | —                | —                     | —                     | 14    | 1     |
| Nacional Paraguay            | 1.ª           | 2018          | 12    | 1     | —                | —                | —                     | —                     | 12    | 1     |
| Nacional Paraguay            | 1.ª           | 2019          | 24    | 4     | —                | —                | —                     | —                     | 24    | 4     |
| Nacional Paraguay            | 1.ª           | 2020          | 7     | 0     | —                | —                | —                     | —                     | 7     | 0     |
| Nacional Paraguay            | 1.ª           | Total club    | 65    | 7     | 0                | 0                | 0                     | 0                     | 65    | 7     |
| Guaireña Paraguay            | 1.ª           | 2020          | 5     | 2     | —                | —                | —                     | —                     | 5     | 2     |
| Guaireña Paraguay            | 1.ª           | 2021          | 16    | 5     | —                | —                | 2                     | 0                     | 18    | 5     |
| Guaireña Paraguay            | 1.ª           | Total club    | 21    | 7     | 0                | 0                | 2                     | 0                     | 23    | 7     |
| Cerro Porteño Paraguay       | 1.ª           | 2021          | 4     | 0     | —                | —                | 1                     | 0                     | 5     | 0     |
| Cerro Porteño Paraguay       | 1.ª           | 2022          | 28    | 4     | 0                | 0                | 6                     | 2                     | 34    | 6     |
| Cerro Porteño Paraguay       | 1.ª           | Total club    | 32    | 4     | 0                | 0                | 7                     | 2                     | 39    | 6     |
| Melbourne Victory Australia  | 1.ª           | 2022-23       | 10    | 2     | —                | —                | —                     | —                     | 10    | 2     |
| Melbourne Victory Australia  | 1.ª           | Total club    | 10    | 2     | 0                | 0                | 0                     | 0                     | 10    | 2     |
| Cerro Porteño Paraguay       | 1.ª           | 2023          | 6     | 0     | 1                | 0                | —                     | —                     | 13    | 1     |
| Cerro Porteño Paraguay       | 1.ª           | Total club    | 6     | 0     | 1                | 0                | 0                     | 0                     | 13    | 1     |
| Sportivo Trinidense Paraguay | 1.ª           | 2024          | 6     | 1     | —                | —                | 4                     | 1                     | 10    | 2     |
| Sportivo Trinidense Paraguay | 1.ª           | Total club    | 6     | 1     | 0                | 0                | 4                     | 1                     | 10    | 2     |
| Total carrera                | Total carrera | Total carrera | 140   | 21    | 1                | 0                | 13                    | 3                     | 160   | 25    |
| 1. 2.                        |               |               |       |       |                  |                  |                       |                       |       |       |

## Palmarés

### Campeonatos nacionales
| Torneo                       | Club          | País     | Año    |
| ---------------------------- | ------------- | -------- | ------ |
| Primera División de Paraguay | Cerro Porteno | Paraguay | C-2021 |